# Stemma del Messico
L'attuale stemma del Messico (Escudo nacional de México / Ichimal Mexihco) ha rappresentato per secoli un importante simbolo sia della politica che della cultura del Messico. Lo stemma rappresenta un'aquila reale appoggiata con una zampa su un cactus del genere Opuntia mentre con l'altra stringe un crotalo che si contorce e che viene trattenuto con il becco.
La raffigurazione simboleggerebbe la vittoria del bene sul male mentre per gli abitanti originari di Tenochtitlán presenterebbe forti connotati religiosi. Inoltre l'aquila e il serpente sono rispettivamente simboli degli aztechi e delle popolazioni pre-colombiane.
Lo stemma, con simbologia simile a quella attuale, lo si incontra fino a partire dal 1823 e, a parte una breve parentesi tra il 1864 ed il 1867, ha sempre trovato raffigurato l'aquila ed il serpente.

## Galleria d'immagini

Stemma del Primo Impero Messicano
Stemma del Governo Provvisorio e del Messico
Stemma della Prima Repubblica messicana e della Repubblica Centralista messicana
Stemma della Seconda Repubblica Federale del Messico
Stemma del Secondo Impero Messicano
Stemma del Messico (1893-1916)
Stemma del Messico (1916-1934)
Stemma del Messico (1934-1968)